# Непрощено
Непрощено (на македонска литературна норма: Непроштено; на албански: Neproshteni) е село в Северна Македония, в Община Теарце.

## География
Селото е разположено в областта Долни Полог. Състои се традиционно от две махали - българска (македонска) и албанска, разделени от река Палавица. Има три църкви - средновековната от XIII век „Свети Архангел Михаил“, „Свети Георги“ и „Свети Илия“ от XIX век.

## История
В края на XIX век Непрощено е смесено българо-албанско село в Тетовска каза на Османската империя. Според статистиката на Васил Кънчов („Македония. Етнография и статистика“) в 1900 година Непрощено има 580 жители българи християни и 110 арнаути мохамедани.
Според патриаршеския митрополит Фирмилиан в 1902 година в селото има 40 сръбски патриаршистки къщи. По данни на секретаря на Българската екзархия Димитър Мишев („La Macédoine et sa Population Chrétienne“) в 1905 година всичките 560 християнски жители на Непрощено са българи екзархисти и в селото работи българско училище.
При избухването на Балканската война в 1912 година 19 души от Непрощено са доброволци в Македоно-одринското опълчение.
Според Афанасий Селишчев в 1929 година Непрощено е център на община от три села и има 104 къщи със 773 жители българи и албанци.
Според преброяването от 2002 година Непрощено има 1309 жители.
| Националност     | Всичко |
| северномакедонци | 405    |
| албанци          | 898    |
| турци            | 0      |
| роми             | 0      |
| власи            | 0      |
| сърби            | 2      |
| бошняци          | 0      |
| други            | 4      |

## Личности
Родени в Непрощено
- Георги Иванов, български революционер от ВМОРО, четник на Атанас Албански[8]
- Дончо Блажев, македоно-одрински опълченец, 1 рота на 2 скопска дружина[9]
- Йован Сърбиновски (р. 1948), инженер и политик от Северна Македония
- Никола Аврамов, македоно-одрински опълченец, 19-годишен, фурнаджия, ІV отделение, 4 рота на 9 велешка дружина, ранен[10]
- Филип Божинов, български революционер от ВМОРО, четник на Атанас Албански[8]

Свързани с Непрощено
- Майкъл Серафинов (р. 1946), американски славист, син на изселник от Непрощено